# Liubov Kochetova
Liubov Kochetova (12 de julio de 1929-4 de noviembre de 2010) fue una deportista soviética que compitió en ciclismo en la modalidad de pista. Ganó dos medallas en el Campeonato Mundial de Ciclismo en Pista, oro en 1958 y bronce en 1959.

## Medallero internacional
| Campeonato Mundial | Campeonato Mundial       | Campeonato Mundial | Campeonato Mundial     |
| Año                | Lugar                    | Medalla            | Competición            |
| ------------------ | ------------------------ | ------------------ | ---------------------- |
| 1958               | París (Francia)          | Medalla de oro     | Persecución individual |
| 1959               | Ámsterdam (Países Bajos) | Medalla de bronce  | Persecución individual |